# La Tête dans le sac
Pour plus de détails, voir Fiche technique et Distribution.
La Tête dans le sac est un film français réalisé par Gérard Lauzier, sorti en 1984. 
Cette comédie est inspirée de sa bande dessinée du même nom, publiée en 1979-1980 dans Pilote.

## Synopsis
La cinquantaine fringante, Romain, patron d'une florissante agence de publicité, est un homme comblé. Après trois mariages malheureux, il semble avoir enfin trouvé la femme idéale en la personne de Véra, son élégante maîtresse, et affiche sur le plan matériel une réussite insolente, comme l'attestent sa Jaguar dernier modèle, son vaste appartement parisien et son valet stylé. Un soir pourtant, au cours d'une réception mondaine, il perd son éternelle assurance devant la belle Eva, qui manifeste à son égard une indifférence à laquelle il n'est guère habitué. Contrariété à laquelle s'ajoutent bientôt les perfides intrigues de Dany, un jeune et brillant publicitaire engagé voilà peu par Romain...

## Fiche technique
- Titre : La Tête dans le sac
- Réalisateur : Gérard Lauzier
- Scénario : Gérard Lauzier et Édouard Molinaro
- Acteurs principaux : Guy Marchand, Marisa Berenson, Fanny Bastien
- Musique : Vladimir Cosma
- Coordinateur des combats et des cascades : Claude Carliez et son équipe
- Sociétés de production : Films A2, P.P.I., Trinacra Films
- Pays d'origine :  France
- Genre : Comédie
- Durée : 87 minutes
- Dates de sortie : 
  -  France : 31 octobre 1984

## Distribution
- Guy Marchand : Romain
- Marisa Berenson : Véra
- Fanny Bastien : Eva
- Patrick Bruel : Dany
- Agnès Garreau : Sonia
- Jacques Maury : L'associé
- Riton Liebman : Patrick
- Jacques François : Le docteur Choulet
- Saïd Amadis : Saïd
- Christiane Jean : Malika
- Jean-Claude Adelin : Gérald
- Jocelyn Henriot : Antonio